# Forte de Copacabana
O Forte de Copacabana localiza-se na ponta de Copacabana, ao final da praia e bairro de mesmo nome, na cidade do Rio de Janeiro, no Brasil.
Oficialmente denominado como Museu Histórico do Exército / Forte de Copacabana (MHEx/FC), computa atualmente um fluxo de cerca de dez mil visitantes por mês, constituindo-se em um dos mais belos cartões-postais da cidade. O turista pode escolher entre a visita restrita (apenas às áreas externas) e a completa (incluindo o interior do forte e o Museu histórico-militar).

## História

### Antecedentes
O projeto para construção de uma fortificação na ponta da Igrejinha (Igreja de Nossa Senhora de Copacabana), ao final da então praia de Sacopenapã, remonta à época da transferência da capital do Brasil, de Salvador para o Rio de Janeiro (1763). Sob o governo do Vice-rei D. Luís de Almeida Portugal (1769-1779), foram iniciadas obras para esse fim, em 1776, na iminência de uma invasão espanhola que se materializou no ano seguinte (1777) contra a Colônia do Sacramento e a ilha de Santa Catarina, no sul do Brasil. Talvez por essa razão, as obras desse pequeno forte jamais foram concluídas.
À época da transferência da corte portuguesa para o Brasil (1808-1821), D. João VI determinou para o local o projeto de um novo forte, que principiado em data ignorada, somente foi artilhado em 1823, na conjuntura da Guerra da Independência do Brasil, quando se receava um ataque da Armada Portuguesa à capital da nação recém-emancipada. Posteriormente, à época do Período regencial brasileiro, juntamente com as demais fortificações do país, foi desarmado em 1834.
À época do Segundo Reinado, no contexto da Questão Christie, encontra-se relacionado entre as defesas do setor Sul (Fortificações de Copacabana) no Mapa das Fortificações e Fortins do Município Neutro e Província do Rio de Janeiro de 1863, no Arquivo Nacional (CASADEI, 1994/1995:70-71).
No período republicano, quando da Revolta da Armada, a antiga posição voltou a ser artilhada em 1893, embora fosse patente a sua incapacidade para impedir a saída das belonaves da Armada pela barra da baía de Guanabara. Alguns anos mais tarde, um contencioso diplomático com a República Argentina, em função de demarcação de fronteiras - a Questão de Palmas -, levou a que o Estado Maior do Exército encomendasse o projeto de uma nova fortificação para o local. O encarregado foi o Major Engenheiro Augusto Tasso Fragoso, que esboçou uma moderna fortificação, dotada de seis canhões de longo alcance. Tendo a questão chegado a bom termo por arbitramento à época (1895), o projeto da nova fortificação foi engavetado.
Em 1902 jaziam abandonadas no local, quase soterradas pela areia, sete peças remanescentes da sua antiga artilharia (Museu Histórico Forte de Copacabana).
A fortificação definitiva do local só viria a se materializar quando o Marechal Hermes da Fonseca (1855-1923) ocupou a pasta de Ministro da Guerra no governo do Presidente Afonso Pena (1906-1909) (BARRETTO, 1958:244).

### A construção do forte
Diante da evolução dos meios bélicos navais na passagem do século XIX para o XX, tornou-se imperioso, no Brasil, posicionar canhões de longo alcance que evitassem a aproximação de belonaves que pudessem ameaçar a então capital do país. O ponto escolhido foi a ponta da Igrejinha, na extremidade da praia de Copacabana.
Para esse fim, foi apresentado projeto pelo então Major Tasso Fragoso, que previa originalmente a instalação de obuseiros. Entretanto, o fornecedor do equipamento, a Krupp, convenceu o então presidente da República brasileira, Marechal Hermes da Fonseca, de que seria mais adequado instalar no local canhões de tiro rápido e longo alcance, o que foi aceite.
Em 16 de dezembro de 1907, o então Major Luís Eugênio Franco Filho, adjunto da Direção de Engenharia, foi nomeado para dirigir a construção do forte, de acordo com o projeto adaptado, tendo como auxiliares o Capitão Cornélio Otto Kuhn, o 1º Tenente Wolmer Augusto da Silveira e o 2º Tenente Julião Freire Esteves. O Major Wolff, da Krupp, também contribuiu, de modo decisivo, para a adaptação do novo projeto.
Nomeada a Comissão, foi preparado o orçamento pelo Capitão Otto Kuhn, que apresentava duas cifras totais: uma, considerando a isenção de direitos aduaneiros para o material importado do estrangeiro no valor de 2.516:721$568 réis, e outra, desconsiderando tal isenção, no valor de 2.946:951$408 réis.
A Comissão iniciou os trabalhos demarcando no terreno uma linha que servisse de diretriz, e traçando os eixos para referência das coordenadas dos pontos principais da obra, demarcando o perímetro da fortificação e assinalando os locais das cúpulas e torres. Passou, em seguida, à escolha do local para lançamento da pedra fundamental. Esta foi submetida à aprovação do General de Brigada Modestino Augusto de Assis Martins, então Diretor de Engenharia, que ratificou o cruzamento da galeria central com o corredor existente entre as futuras cúpulas de l90 e 305 milímetros.
As obras da Fortaleza na Ponta da Igrejinha em Copacabana foram iniciadas em 5 de janeiro de 1908, sob a coordenação do Major Arnaldo Pais de Andrade, na presença dos então presidente da República, Afonso Pena, e do Ministro da Guerra, marechal Hermes da Fonseca. As peças vieram desmontadas da Alemanha, em cinco mil caixotes, transportadas por navios e desembarcadas num cais especialmente construído para esse fim no local, onde os seus restos podem ser vistos até hoje.
A obra foi inaugurada como Forte de Copacabana em 28 de setembro de 1914, ao custo de 2.946:951$408 réis (GARRIDO, 1940:124), pelo então presidente da República, marechal Hermes da Fonseca. Classificado como de 1ª Classe pelo Aviso nº 1.761 de 29 de setembro de 1914, foi considerado, à época, a mais moderna praça de guerra da América do Sul e um marco para a engenharia militar de seu tempo. O seu primeiro comandante, nomeado em 1912, ainda durante a construção, foi o Major Antônio Carlos Brasil.
Após a inauguração do forte, em 1919 foi adquirido à Mitra o terreno adjacente, e demolida a igrejinha que remontava à primeira metade do século XVIII, para dar lugar ao Quartel de Paz, concluído em outubro de 1920 (BARRETTO, 1958:245-246). O Pórtico de entrada à Praça Coronel Eugênio Franco, assim como a entrada da Praça de Armas, foram projeto de Wolmer da Silveira, erguidos de 1918 a 1920. O Pórtico primitivamente possuía alojamento para a guarda, banheiros e pequena reserva para munição e armamento. Na fachada, centrada encontra-se a sua designação à época: "Forte de Copacabana"; pelo lado oposto (interior da fortaleza), a inscrição latina "SI VIS PACEM PARA BELLUM" ("Se queres a paz, prepara-te para a guerra") (Flávio Vegécio, Epitoma Rei Militaris, 390). Os antigos portões de ferro hoje não mais existem.

### Evolução histórica

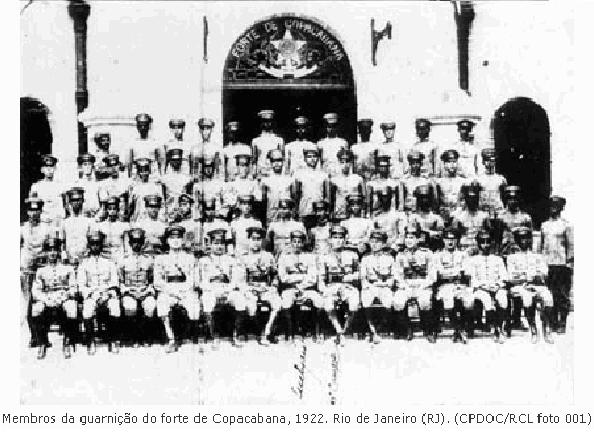
Forte de Copacabana: Membros da guarnição em 1922.

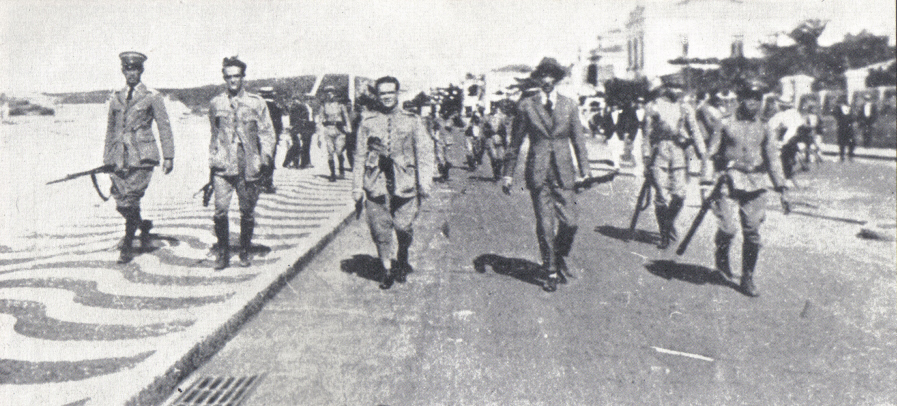
"Marcha da morte": fotografia de Zenóbio da Costa publicada em O Malho. Em primeiro plano, da esquerda para a direita: Eduardo Gomes, Mário Carpenter, Newton Prado, o civil Otávio Correia e o soldado Pedro Ferreira de Melo.

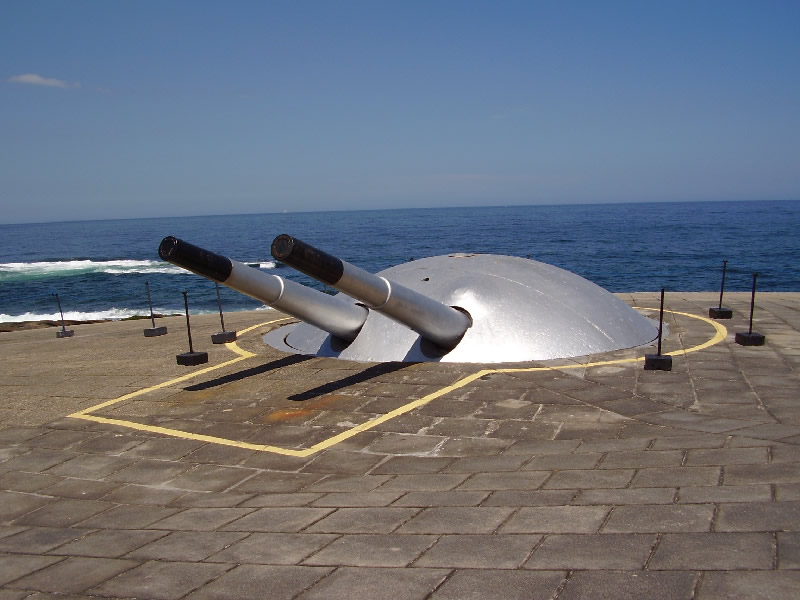
Forte de Copacabana: cúpula da Bateria de 190 mm.

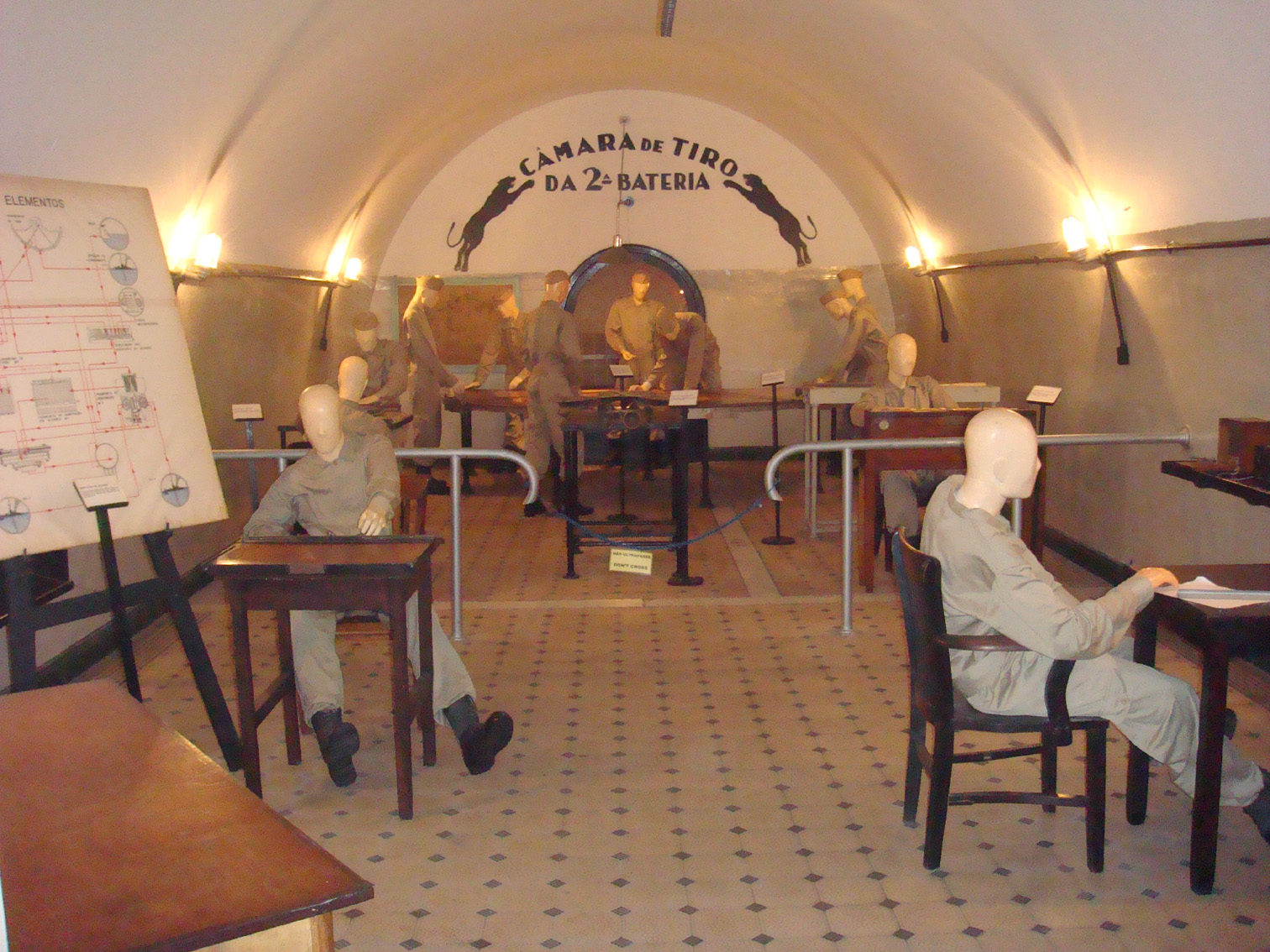
Forte de Copacabana: Câmara de tiro da segunda bateria.

O forte foi guarnecido sucessivamente pelas seguintes unidades (BARRETTO, 1958:246-247):
- 6ª Bateria de Artilharia Independente de Posição (1912-17)
- 5ª Bateria do 2º Batalhão de Artilharia de Posição (1917)
- 12ª Bateria do 4º Grupo de Artilharia de Costa (1917-19)
- 1ª Bateria Isolada de Artilharia de Costa (1919-31)
- 1ª Bateria do 6º Grupo de Artilharia de Costa (1931-34)
- 3º Grupo de Artilharia de Costa (3º GACos) (1934-1958)

No campo da instrução militar, foi sede da primeira Escola de Fogo a partir de 1935, bem como também foi pioneiro no Brasil em exercícios de levantamento de rota com o apoio de holofotes, a partir de 1937.
Foi palco de acontecimentos importantes da História do Brasil, como o levante dos "Dezoito do Forte" (de 2 a 6 de julho de 1922), tendo os revoltosos disparado sofre o Forte do Leme e outras fortalezas, e sofrido o bombardeio da Fortaleza de Santa Cruz.
Nele esteve detido o presidente da República deposto, Washington Luís, de 24 de outubro a 8 de novembro de 1930 (GARRIDO, 1940:125), assim como ao Prefeito do então Distrito Federal, Antônio Prado Júnior, tendo ambos dali partido rumo ao exílio na Europa.
No contexto da Segunda Guerra Mundial o forte manteve-se de prontidão.
Os últimos disparos de sua artilharia foram dados por ordem dos militares legalistas sob o comando do marechal Teixeira Lott, contra o Cruzador Tamandaré, que forçara a barra na Novembrada (11 de novembro de 1955), transportando Carlos Luz, alguns ministros e aliados rumo a Santos. Na ocasião foram feitos doze disparos durante vinte minutos, sem, no entanto, atingir a embarcação, que estava desarmada e com apenas uma hélice em funcionamento.
O forte propriamente dito, sob o Tenente Coronel Arídio Brasil, aderiu ao golpe militar de 1964, enquanto o vizinho Quartel General de Artilharia de Costa da 1ª Região Militar, do General Moraes, permaneceu fiel ao Governo João Goulart. Moraes ausentou-se e o coronel César Montagna, da Diretoria de Artilharia de Costa e Artilharia Antiaérea, partiu à frente de outro oficial da Diretoria e 19 da ECEME para capturar o QG num golpe de mão, efetuado ao redor das 12:00 do dia 1o de abril. Houve luta corporal e troca de tiros, ferindo um atacante e um defensor. A guarnição do forte não participou da ação. Não houve, assim, "tomada do forte de Copacabana", pois o que se capturou foi o QG de Artilharia de Costa. Data do evento o chamado "episódio da bofetada", efetuada por Montagna sobre o sentinela. Nos anos seguintes, durante o regime militar, o forte serviu como presídio político.
Com a extinção das Baterias de Artilharia de Costa, o então Ministro do Exército, general de Exército Leônidas Pires Gonçalves, determinou que, a partir de 4 de maio de 1987 fosse criado o Museu Histórico do Exército nas instalações do forte de Copacabana (Portaria nº 61, de 19 de dezembro de 1986). Transformado em Espaço Cultural, nele destacam-se a exposição permanente, ao ar livre, na Alameda Octávio Correia, de peças de Artilharia de Costa dos séculos XIX e XX, o Museu Histórico do Exército (exposição permanente "O Exército na formação da nacionalidade" com peças dos períodos colonial, imperial e republicano), a biblioteca e o "Café do Forte", filial da tradicional Confeitaria Colombo (aberta até às 20h). O Museu conta ainda com espaços para exposições temporárias e uma loja de conveniência (onde podem ser adquiridas lembranças do museu e da cidade), e um Auditório (Auditório Santa Bárbara). As visitas, guiadas, têm lugar de 3ª feira a domingo, das 10 às 16 horas, com acesso pela Praça Coronel Eugênio Franco. O interior do forte é cortado pela ciclovia Marechal Rondon.

## Características
Ocupando uma área total de 114 169 m², com 40 000 m² de área construída, a edificação, em forma de casamata abóbadada com paredes externas de 12 metros de espessura, empregou 2 239 operários civis, e é dotada de usina elétrica com dois grupos geradores a diesel fabricados pela empresa  AEG, de Berlim (iluminação, operação das peças, ventilação), câmaras de tiro, depósitos de víveres e munição, refeitório, cozinha, alojamentos e sala de curativos/farmácia. A sua artilharia é constituída por quatro cúpulas móveis encouraçadas, com canhões Krupp:
- uma com dois canhões de 305 mm (Cúpula "Duque de Caxias", tubos "Barroso" e "Osório", com alcance máximo de 23 km);
- uma com dois canhões de 190 mm (Cúpula "André Vidal", com alcance máximo de 18 km)

ambas girando 360°, e ainda
- duas com um canhão de 75 mm cada (Torre "Antônio João" a N, e Torre "Ricardo Franco" a S, com alcance máximo de 7 km), girando 180°, mais
- uma bateria de holofotes projetores para visão noturna.